# Edificio de la Dieta
El Edificio de la Dieta (国会議事堂 Kokkai-gijidō?) es el lugar de reunión de las dos cámaras de la Dieta de Japón. Se ubica en 1-chome, Nagatachō, Chiyoda, Tokio.  
Las sesiones de la Cámara de Representantes (Cámara Baja) se realizan en la ala izquierda, mientras que las de la Cámara de Consejeros (Cámara Alta) se realizan en la ala derecha del edificio. 
La estructura fue completada el 7 de noviembre de 1936, tiene un área de 53.466 m² y se distingue en su centro una torre que se eleva a 65,45 metros de altura.

## Historia
La construcción del edificio para la antigua Dieta de Japón comenzó en 1920. Sin embargo, los planes para el edificio se remontan a 1880. La Dieta de Japón se reunió en edificios temporales durante los primeros cincuenta años de su existencia porque no había acuerdo sobre la forma que debía tener.

### Primeros diseños
Los arquitectos alemanes Wilhelm Böckmann y Hermann Ende fueron invitados aTokio en 1886 y 1887, respectivamente; para elaborarar dos planos para el edificio de la Dieta. El plan inicial de Böckmann fue una estructura de albañilería con una cúpula y alas laterales, similar a otras legislaturas de la época, que formarían el núcleo de un gran "anillo gubernamental" al sur del Palacio Imperial. Sin embargo, en aquella época había resistencia pública en Japón a la política internacionalista del ministro de Asuntos Exteriores Inoue Kaoru, por lo que los arquitectos presentaron también un diseño más "japonés", sustituyendo elementos arquitectónicos tradicionales japoneses en muchas partes del edificio. El edificio de la Dieta de Ende y Böckmann nunca se construyó, pero sus otros diseños de "anillo gubernamental" se utilizaron para los edificios del Tribunal de Distrito de Tokio y del Ministerio de Justicia.
En 1898, el primer ministro Itō Hirobumi se entrevistó con el estadounidense Ralph Adams Cram, quien propuso un diseño más "oriental" para el edificio, con tejados de tejas y un gran recinto de muros y puertas. El proyecto de Cram nunca se pudo llevar a cabo debido a la crisis del gobierno de Itō que derivó en la disolución de su gobierno.

### Primer edificio, segundo edificio e incendios en ambos
Ante la proximidad de un plazo interno, el gobierno recurrió a Adolph Stegmueller, socio de Ende y Böckmann, y al arquitecto japonés Yoshii Shigenori para que diseñaran una estructura temporal. El edificio, una estructura de madera de dos pisos de estilo europeo, se inauguró en noviembre de 1890 en un solar de Hibiya.
Un incendio eléctrico quemó el primer edificio en enero de 1891, sólo dos meses después. Otro socio de Ende y Böckmann, Oscar Tietze, se unió a Yoshii para diseñar su sustitución. El segundo edificio era más grande que el primero, pero seguía un diseño similar: albergó la Dieta hasta 1925, cuando otro incendio destruyó el edificio.

Primer y Segundo Edificio
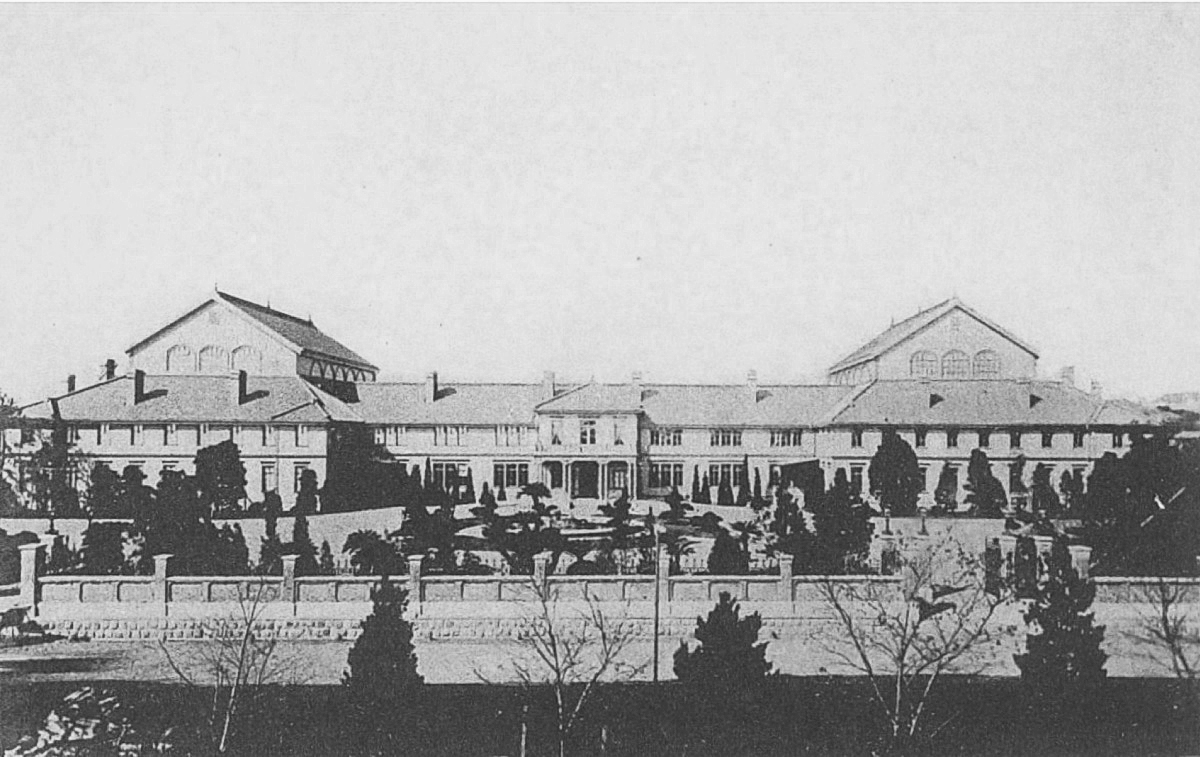
Primer edificio
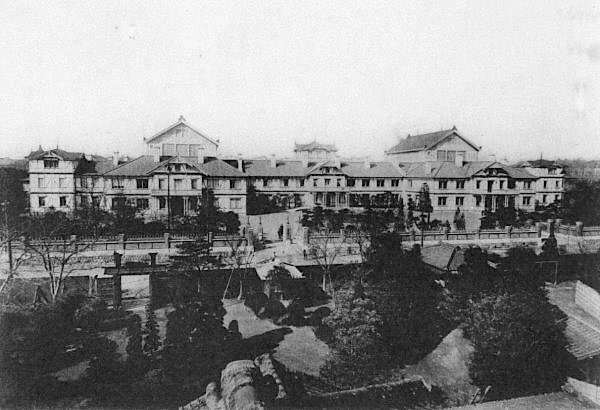
Segundo edificio

### Edificio actual de la Dieta

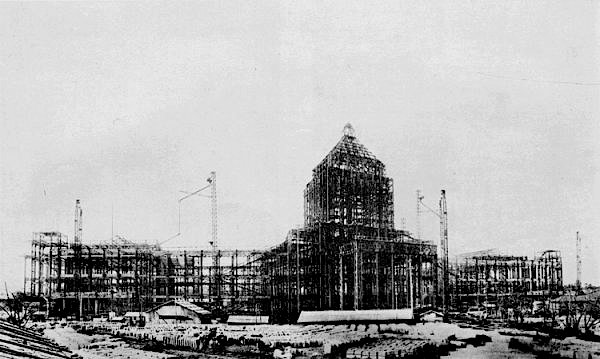
Construction

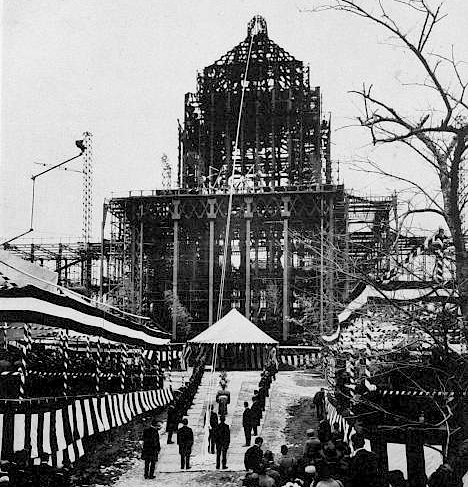
Ceremonia

En 1910, el Ministerio de Finanzas puso en marcha una comisión en un intento de arrebatar al Ministerio del Interior el control sobre el diseño del nuevo edificio de la Dieta. El primer ministro Katsura Tarō presidió la comisión, que recomendó que el nuevo edificio emulara un estilo arquitectónico renacentista italiano. Esta recomendación fue criticada por muchos que consideraron que esa elección era demasiado arbitraria.
El ministerio patrocinó un concurso público de diseño en 1918, y se presentaron 118 diseños para el nuevo edificio. El ganador del primer premio, Watanabe Fukuzo, realizó un diseño similar al de Ende y Böckmann.

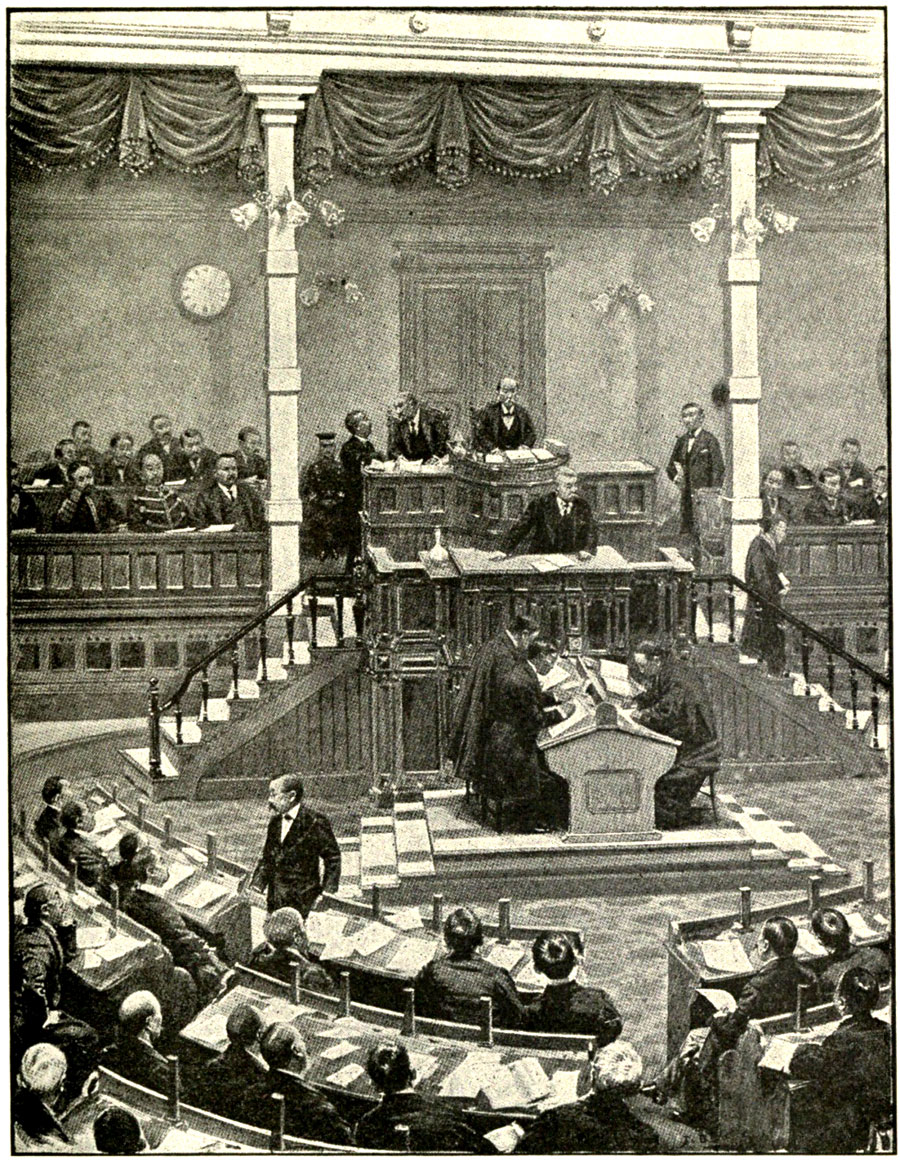
Parlamento japonés en sesión

El edificio de la Dieta se construyó finalmente entre 1920 y 1936 con una planta basada en la entrada de Fukuzo. 

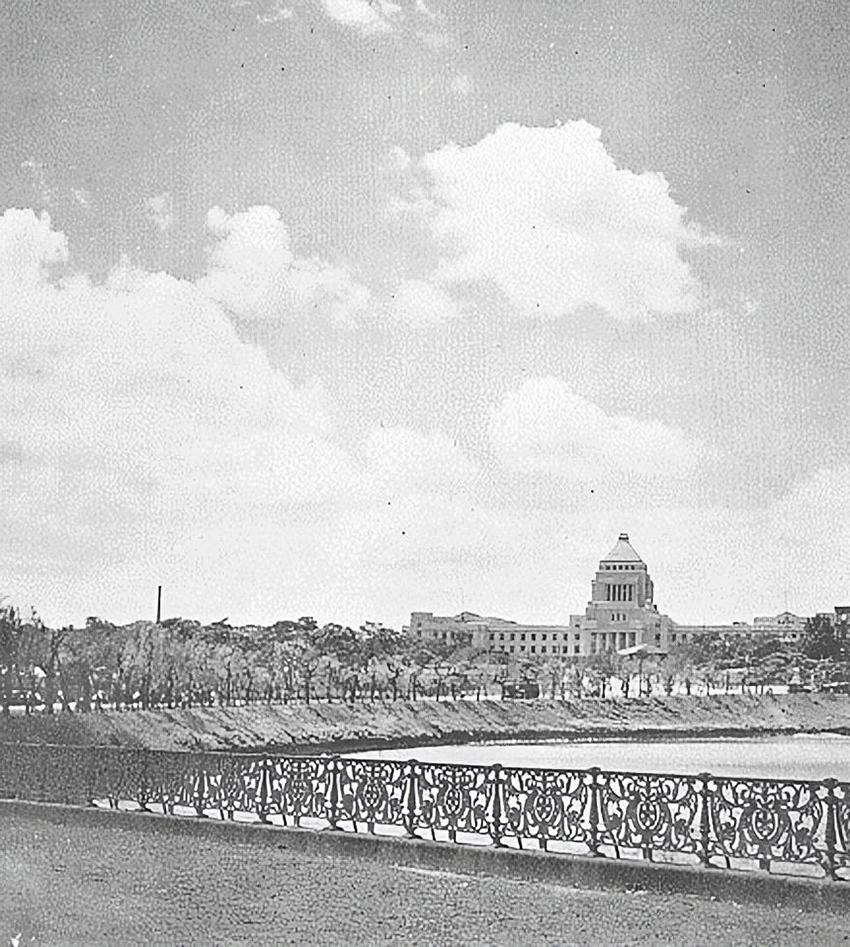
Edificio Nacional de la Dieta en la década de 1930

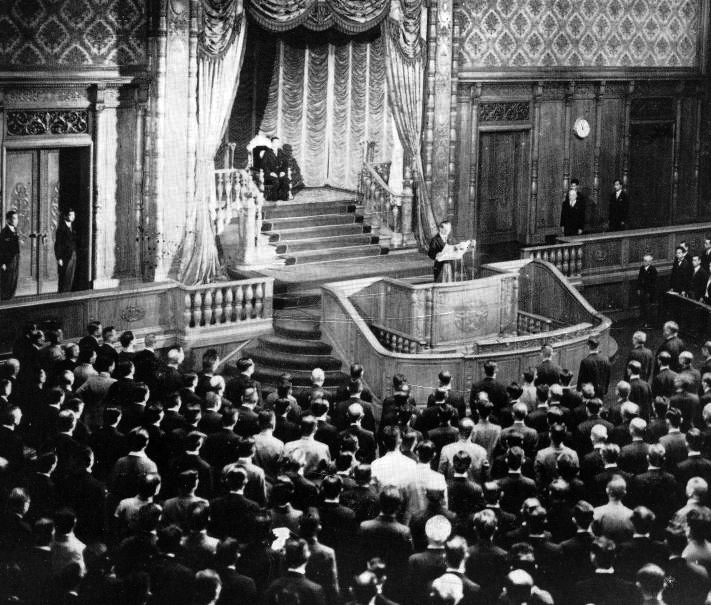
Posguerra (1947)

El tejado y la torre del edificio podrían haberse inspirado en otro participante, el ganador del tercer premio Takeuchi Shinshichi, y se cree que fueron elegidos porque reflejaban una arquitectura híbrida más moderna que los diseños puramente europeos y asiáticos propuestos por otros arquitectos. Aunque la fuente real del tejado de la "Pirámide" sigue sin estar clara, el historiador japonés Jonathan Reynolds sugiere que "probablemente se tomó prestado" de Shinshichi, aunque no se proporciona una imagen de la obra, sino que da las gracias a su colega de estudios africanos en Columbia Zoe Strother, por mencionar que el diseño de Shinshichi se parece al Mausoleo de Halicarnaso, que sirvió de modelo para algunos destacados diseños occidentales de principios del siglo XX, como la premiada Casa del Templo de John Russell Pope en 1911 en Washington D. C. y el céntrico Ayuntamiento de Los Ángeles, terminado en 1928.

Edificio actual
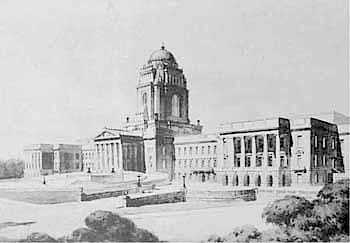
Diseño del edificio de la Dieta de Fukuzo
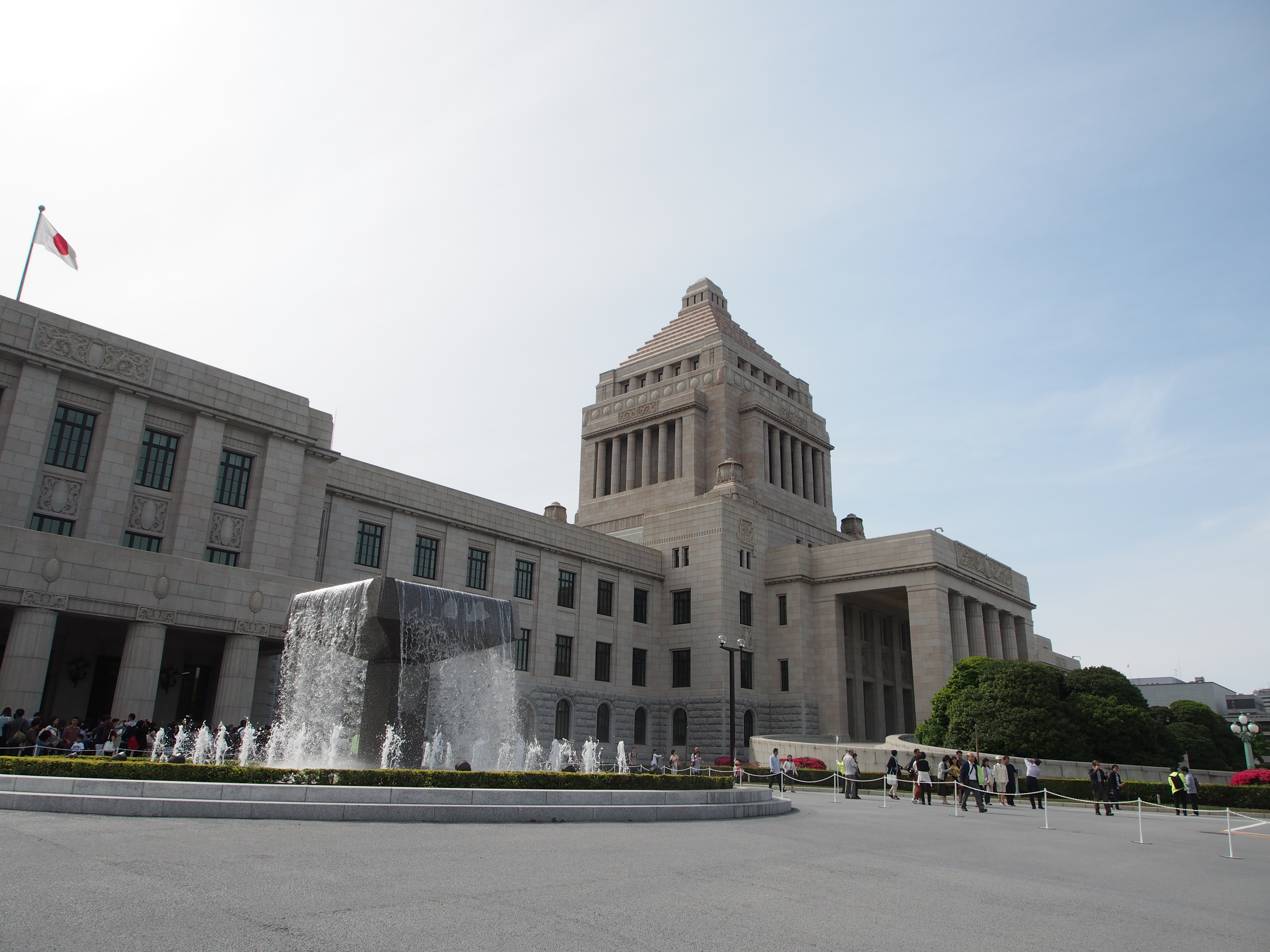
Edificio de la Dieta Nacional (2017).

## Principales instalaciones del edificio de la Dieta Nacional

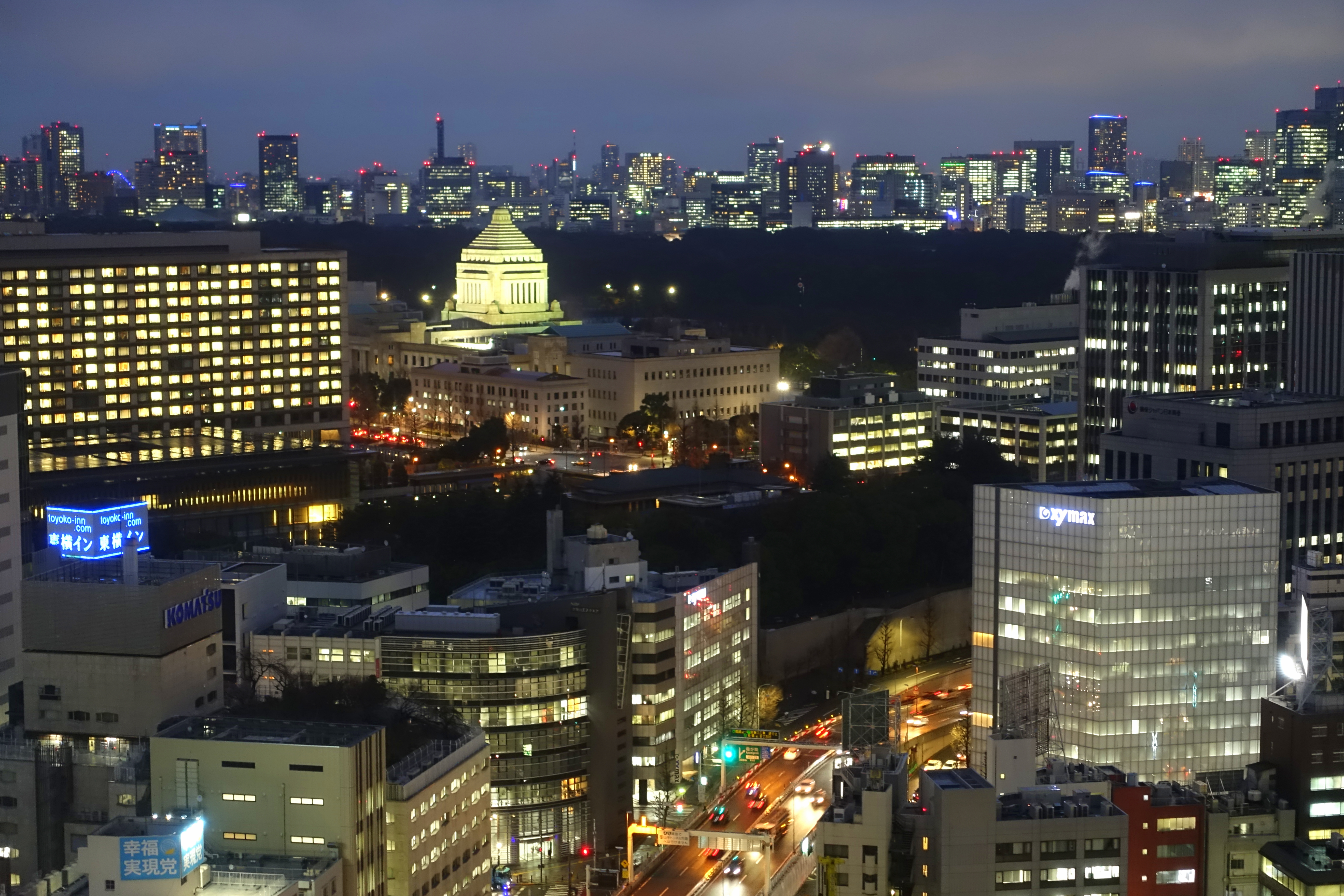
Edificio de la Dieta Nacional y rascacielos

El edificio asigna la jurisdicción de la entrada central, el vestíbulo central, el Gokyusho (espacio de descanso del emperador) y la torre central a la Cámara de Consejeros (Cámara Alta), el patio delantero a la Cámara de Representantes (Cámara Baja), y la suboficina de la Biblioteca de la Dieta Nacional en el cuarto piso de la torre central a la Biblioteca de la Dieta Nacional.

### Entrada central
La entrada central se encuentra detrás de la puerta principal y debajo de la torre central. Se caracteriza por el amplio camino de entrada y las puertas de acceso que son de bronce y miden cada una 3,94 metros (4,3 yd) de altura, 1,09 metros (1,2 yd) de anchura y 1,125 toneladas de peso. Estas puertas para la entrada central, las puertas de entrada separadas para cada edificio de la Casa, y las puertas de bronce dentro del edificio fueron subcontratadas y construidas por la Escuela de Bellas Artes de Tokio (actualmente Universidad de las Artes de Tokio).
La entrada central no es de uso diario para entrar y salir del edificio de la Dieta y se llama "la puerta que nunca se abre" por su acceso restringido. La entrada se utiliza cuando los miembros de la Dieta asisten a su primera sesión después de una elección general de la Cámara de Representantes o de una elección ordinaria de la Cámara de Consejeros y cuando se da la bienvenida al Emperador o a jefes de Estado extranjeros al edificio de la Dieta. También se utiliza para permitir la entrada de visitantes al edificio en los actos de puertas abiertas.

### Salón central

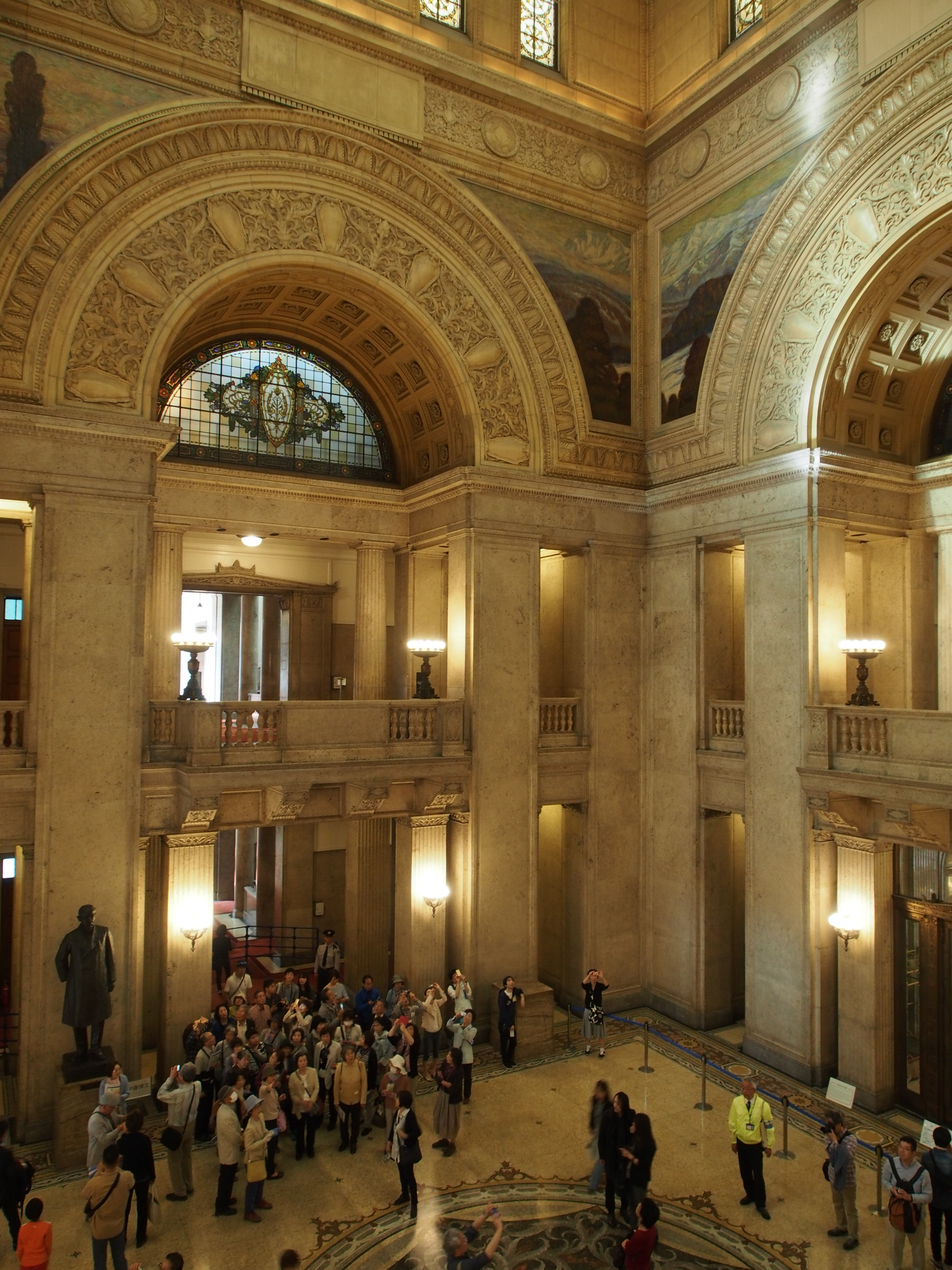
Vestíbulo principal del edificio de la Dieta Nacional

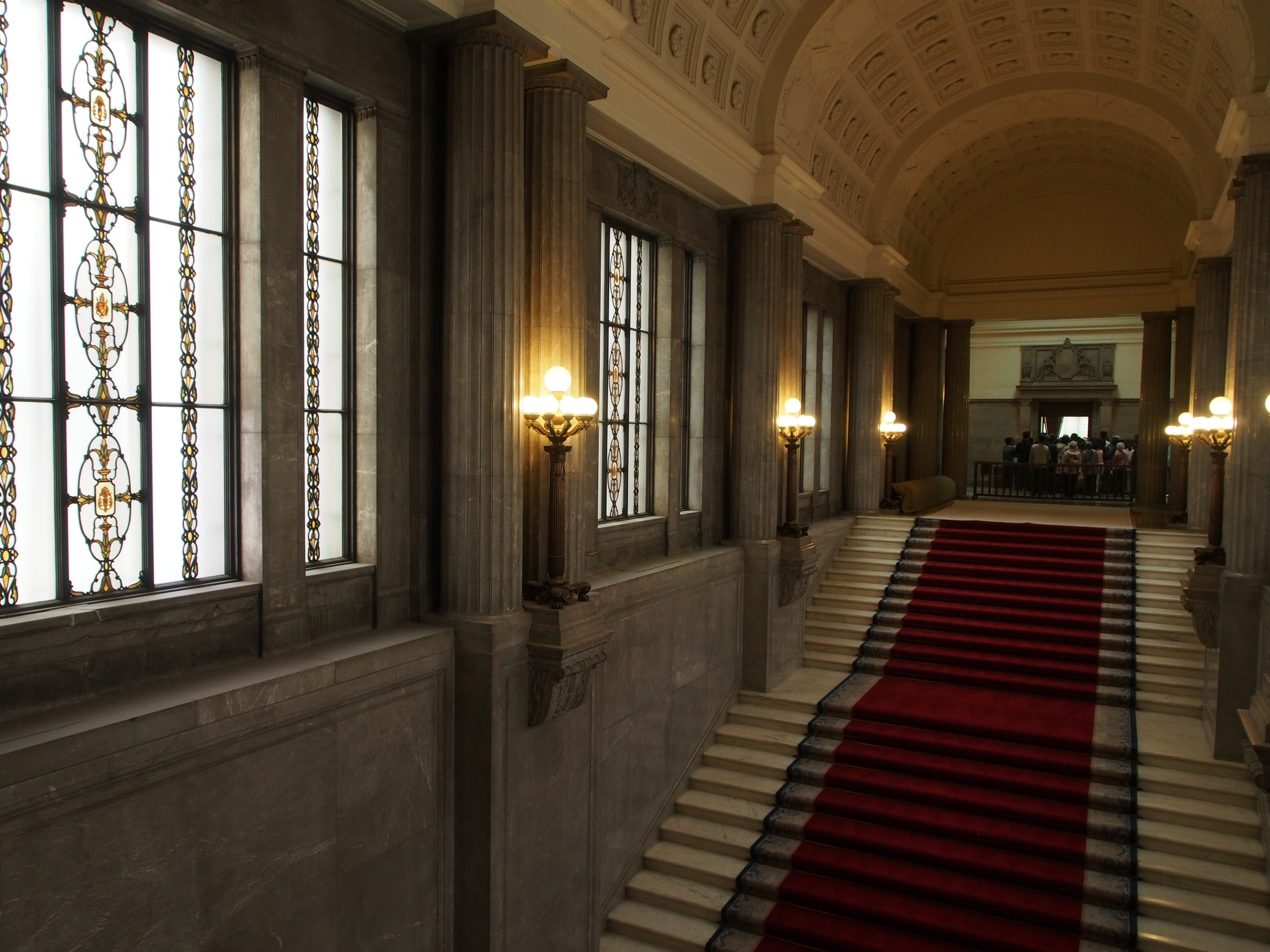
Escalera central

El vestíbulo situado detrás de la entrada central y justo debajo de la torre central es lo que se denomina vestíbulo central. El vestíbulo tiene una escalera que va desde la segunda planta hasta la sexta y un techo que tiene una altura de 32,62 metros (35,7 yd). El techo está hecho de vidrieras y tiene cuatro pinturas al óleo de las cuatro estaciones de Japón en las cuatro esquinas del techo. Cada una de las pinturas representa la Monte Yoshino en primavera, el Lago Towada en verano, el Okunikko en otoño y los Alpes japoneses en invierno. No fueron dibujados por artistas famosos, sino por estudiantes de arte.
En las cuatro esquinas del vestíbulo central, hay estatuas de Itagaki Taisuke, Okuma Shigenobu, y Ito Hirobumi, que fueron fundamentales para establecer el gobierno constitucional en Japón, y un pedestal vacío. No está claro por qué hay un pedestal vacío. Algunos afirman que los diseñadores originales no pudieron llegar a un consenso sobre qué estatua construir, o que encapsulaba la idea de que la política nunca está completa. Otros dicen que los diseñadores lo dejaron abierto para instar a los políticos de hoy a superar a sus tres grandes predecesores, o que evitaron construir una estatua de espaldas al palacio imperial. El pedestal vacío se exhibe con un gran bonsái de pino el primer día de la sesión de la Dieta.

### Torre central
La torre central mide 65,45 metros (71,6 yd) de altura, y superó a la tienda principal de Mitsukoshi (66,3 yd), que era el edificio más alto en el momento de la construcción del edificio de la Dieta. Siguió siendo el edificio más alto de Japón hasta que se construyó el edificio principal del Hotel New Otani (73 metros) en 1964.
En el interior de la cúpula piramidal hay una gran sala, desde cuyo centro una escalera de caracol conduce al observatorio en el último piso de la torre. Se dice que el observatorio 7 metros cuadrados (8,4 yd²) ofrecía una vista panorámica de Tokio, pero tanto el observatorio como el vestíbulo están cerrados hoy en día y no permiten la entrada a nadie más que al administrador del edificio, ni siquiera a los miembros de la Dieta, sin permiso.
La cuarta planta de la torre central es una suboficina de la Biblioteca de la Dieta Nacional y puede ser utilizada libremente por cualquier persona afiliada a la Dieta. La cuarta planta no dispone de un baño porque estaría situada encima del baño designado para el Emperador, situado cerca de Gokyusho (como se describe más adelante).
En septiembre de 2003, la torre central fue alcanzada por un rayo, y la piedra de granito de la parte superior de la torre se rompió, rompiendo las vidrieras que había debajo. Los empleados de Kajima Corporation que se encontraban en el lugar para arreglar un baño pidieron ayuda a su propia empresa, que acabó encargándose de los trabajos de reparación de la torre. La piedra de granito que se rompió es actualmente propiedad de la Universidad de Tohoku y del Museo Kiseki de Piedras del Mundo en Fujinomiya, Shizuoka.

### Gokyūshō

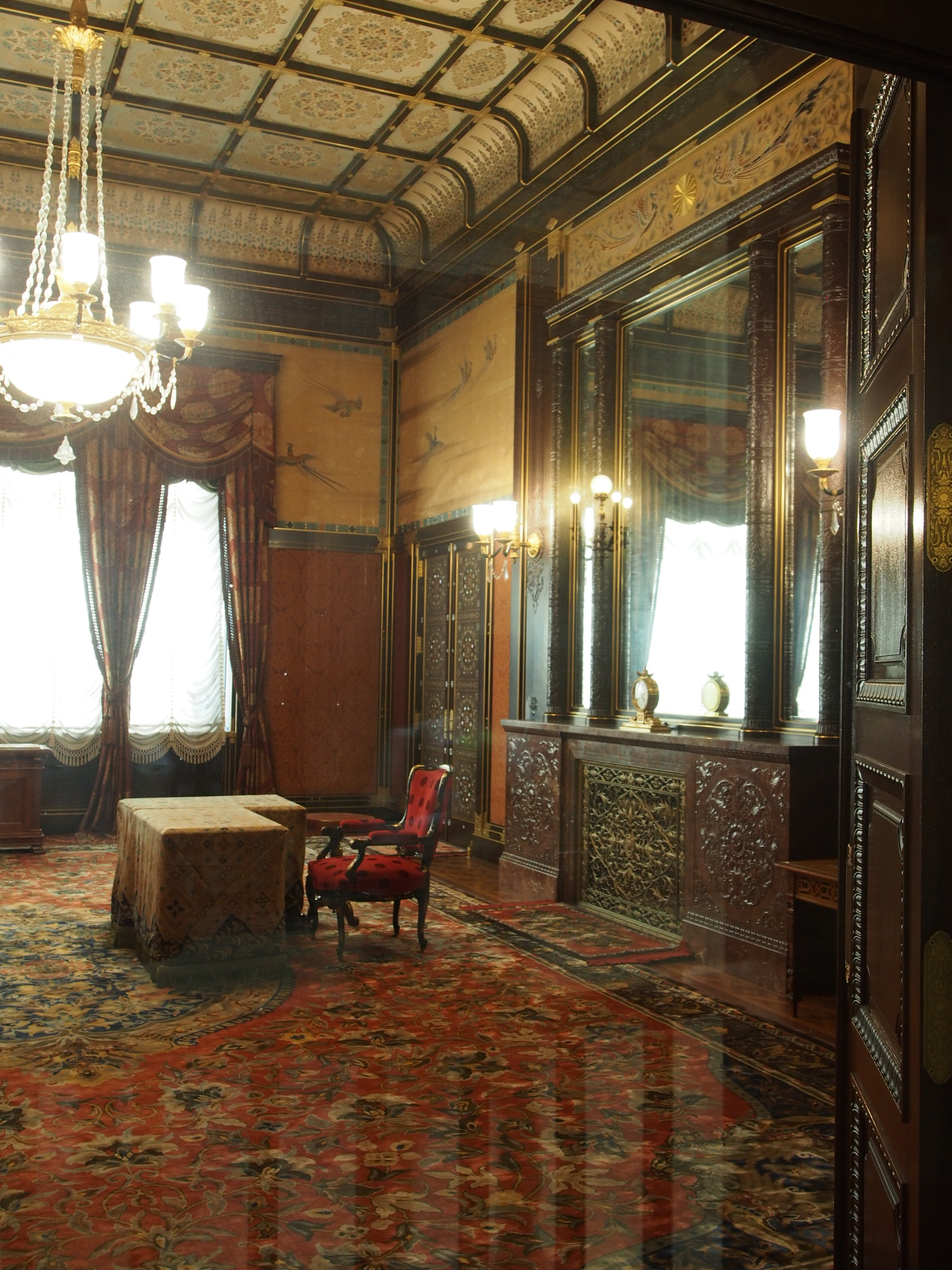
Gokyūshō (habitación del emperador)

El Gokyūshō (御休所) se denominaba originalmente Gobinden (御便殿) y se construyó como un lugar para que el Emperador descansara en su visita a la Dieta para asistir a eventos como las ceremonias de apertura y clausura. La cámara se encuentra en la parte superior de la escalera principal cubierta con una alfombra roja que conduce desde el vestíbulo central. El escritorio en forma de "L" para el Emperador es un vestigio de la época anterior a la guerra, cuando el Emperador vestía uniforme militar y necesitaba un lugar para su sombrero. En esta sala, el Emperador recibe las visitas de cortesía de los presidentes y vicepresidentes de ambas Cámaras antes de asistir a la ceremonia de apertura en la Cámara de Consejeros.
Se supone que el diez por ciento de todo el coste de construcción se gastó en esta sala, Gokyūshō está enteramente hecha de ciprés recubierto de laca japonesa, y los adornos sobre el exterior de la sala están hechos de cuco, un tipo de piedra extraída en Anan, Tokushima. Los materiales y la decoración de esta sala son especialmente ricos en artesanía y glamour entre todas las salas del edificio de la Dieta. La lámpara de araña es de cristal. Cerca del Gokyūshō se encuentra un baño privado para el Emperador que cuenta con aseos de estilo occidental y japonés.
Cuando el Emperador se desplaza entre el Palacio Imperial y la Dieta, es escoltado por una caravana policial, coches de policía y una limusina abierta acompañada por guardias del Palacio Imperial y agentes de la ley del departamento de policía de Tokio. Los guardias de la Dieta se ponen túnicas ceremoniales blancas en verano y negras en invierno el día de la visita del Emperador. Se dice que el Monte Fuji podía verse desde las ventanas del Gokyūshō antes de que los edificios de oficinas bloquearan la vista. Gran parte de los interiores del edificio de la Dieta están diseñados por Naigai Technos Co.

### Cámaras de la Cámara de Representantes y de la Cámara de Consejeros

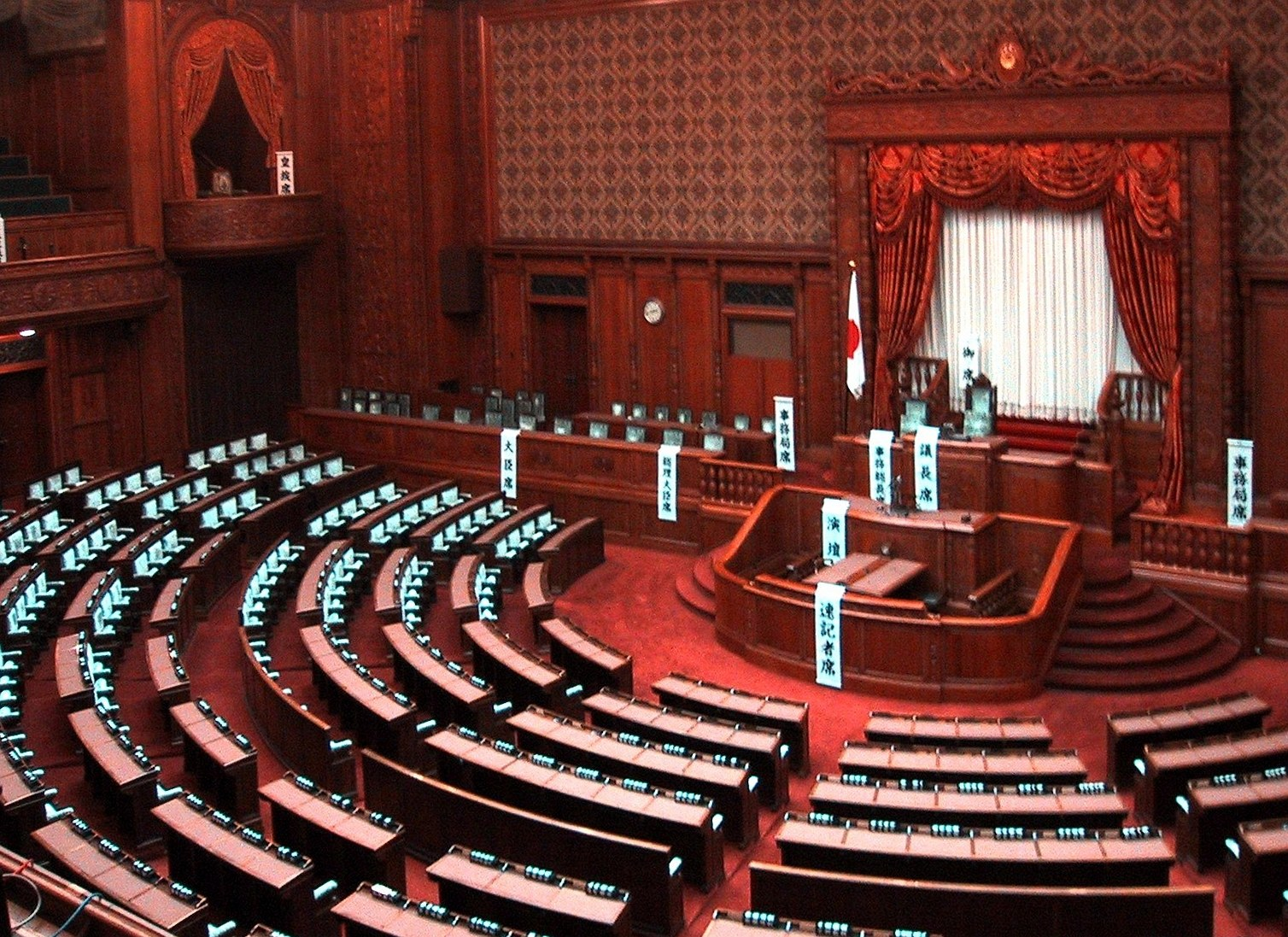
Cámara de Consejeros

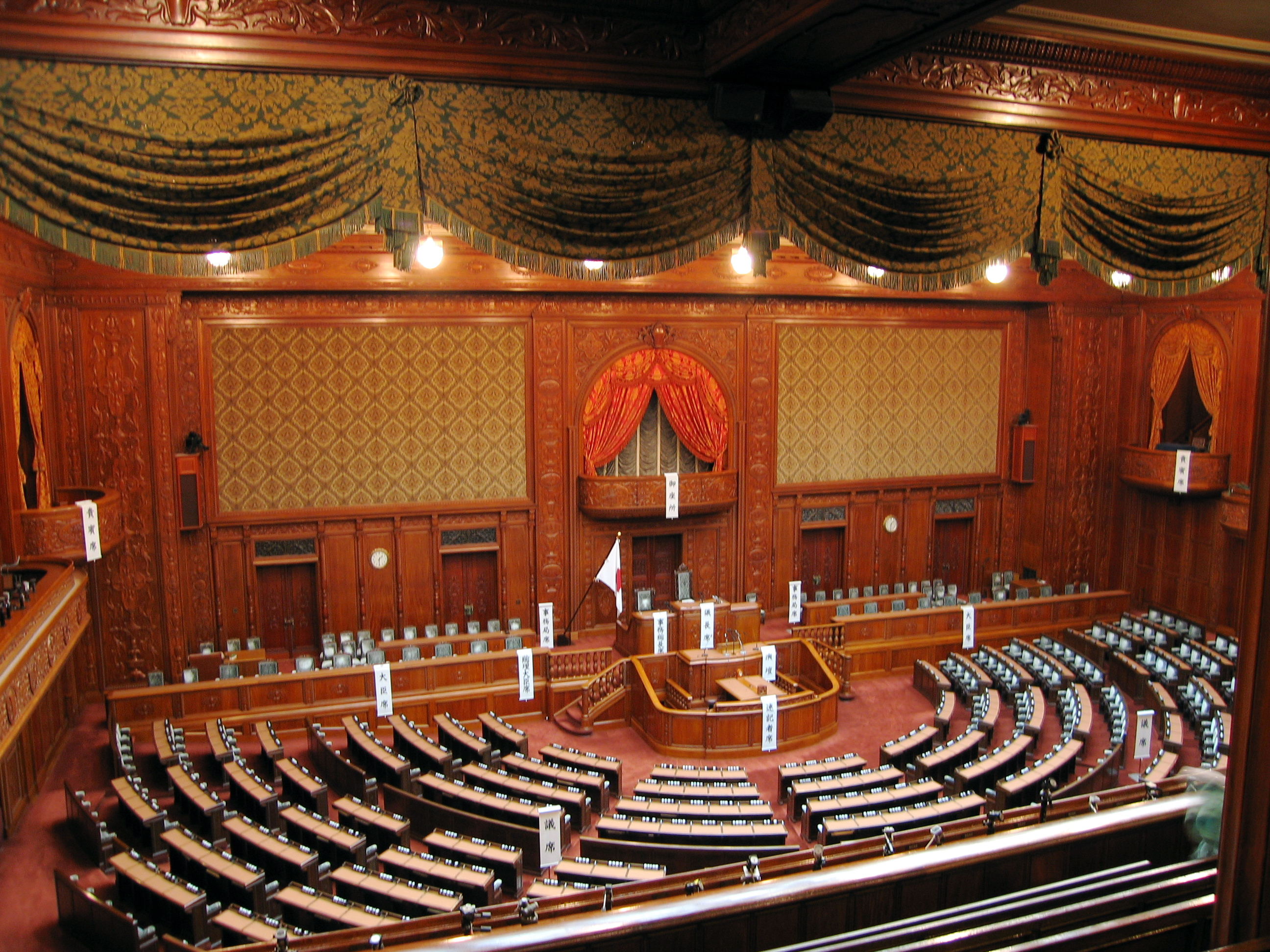
Cámara de Representantes

Estas grandes salas suelen llamarse "cámaras principales" y se encuentran en la segunda planta de cada edificio de la Cámara, con un techo que se abre hasta la tercera planta. El techo es en parte de vidriera que deja pasar la luz del sol, por lo que las luces del techo se mantienen apagadas a menos que haya una asamblea plenaria en la cámara. La estructura del hemiciclo es la llamada "continental"; el suelo forma un abanico con el presidente y el estrado en el centro, y los escaños de los diputados se asignan a cada grupo parlamentario en función de su tamaño.
El presidente se sienta en el centro acompañado por el secretario general a su derecha. El podio se encuentra frente al asiento del presidente y el taquígrafo se sienta debajo del podio. A ambos lados de la presidencia se extienden dos filas de asientos, la primera para los miembros del gabinete (el asiento más cercano al presidente es para el primer ministro) y la última para el personal administrativo de la Dieta.

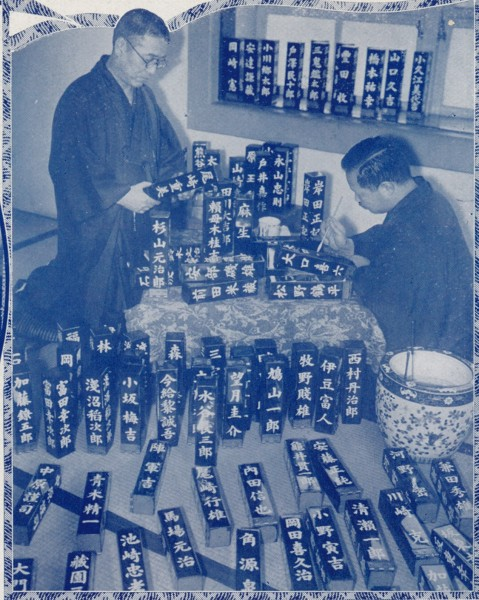
Creación de placas de identificación (1936)

Los asientos de los miembros de la Dieta son designados por el presidente al comienzo de una sesión de la Dieta, pero pueden cambiarse durante la misma si es necesario. La Cámara de Representantes tiene la costumbre de asignar los grupos parlamentarios más grandes a la derecha del presidente. En otras palabras, el partido mayoritario se sentará a la derecha del presidente, seguido del segundo partido mayoritario, y los independientes se sentarán en el extremo izquierdo. En la Cámara de Consejeros, en cambio, el grupo parlamentario más numeroso se sienta en el centro con grupos más pequeños a ambos lados. Dentro de un grupo parlamentario, los miembros que han sido elegidos menos veces se sientan en las primeras filas más cercanas al presidente, mientras que los que tienen un mayor historial como políticos se sientan en las filas de atrás. Cada escaño tiene un número y una placa con letras blancas sobre fondo negro.
.
En la Cámara de Consejeros, el trono del Emperador se encuentra en la parte superior de la escalera, detrás del asiento del presidente, que será retirado para preparar la ceremonia de apertura. Como herencia de la costumbre histórica de invitar al Emperador a la Cámara de los Pares en la ceremonia de apertura de la Dieta Imperial, aún hoy las ceremonias de apertura invitan al Emperador a la Cámara de los Consejeros, sucesora de la Cámara de los Pares, donde el Emperador hace su declaración de apertura desde su trono. En la Cámara de Consejeros, los micrófonos son sólo para el presidente y la tribuna, mientras que en la Cámara de Representantes se entregan también al secretario general que informa de los resultados de las votaciones y al miembro de la Dieta encargado de presentar las mociones de procedimiento.
Actualmente hay 242 miembros de la Cámara de Consejeros, pero 460 escaños en la Cámara, ya que los miembros de la Cámara de Representantes también asisten a la ceremonia de apertura que se celebra en la Cámara. Sin embargo, el número de asientos no es suficiente para acomodar a los 722 miembros de la Dieta, por lo que en la ceremonia de apertura a veces se ve a los miembros de la Dieta de pie en los pasillos o en el espacio del fondo del hemiciclo.
Ambas Cámaras prohíben a los miembros de la Dieta entrar sin chaqueta y sin tarjeta de miembro, según los precedentes (desde 2005 se aceptan las tarjetas de identificación). No se permiten excepciones a esta norma; el entonces primer ministro Takeo Fukuda intentó en una ocasión entrar en la Cámara olvidando llevar su distintivo y fue detenido por los guardias, situación que se resolvió cuando Fukuda se apresuró a pedir prestado un distintivo de miembro a un miembro de la Dieta cercano, Yoshiro Mori.
Entre paréntesis, cualquiera de las dos Cámaras restringe a sus miembros el uso de sombreros, abrigos, bufandas, o llevar paraguas o bastones sin permiso del presidente. También está prohibido fumar. Los miembros de la Dieta también tienen prohibido leer periódicos y literaturas que no sean de referencia.

### Galería pública
Sobre el fondo del hemiciclo hay una galería pública. La galería pública es físicamente una parte de la Cámara, pero se considera una jurisdicción diferente según el reglamento interno de la Dieta. Según este reglamento, los visitantes de la tribuna pública tienen prohibida la entrada al hemiciclo.
La tribuna pública de la Cámara de Representantes está dividida en asientos para personalidades, diplomáticos, miembros de la Cámara de Consejeros, funcionarios del gobierno, público en general y periodistas. La tribuna pública de la Cámara de Consejeros acoge a la familia imperial, a personalidades, a diplomáticos extranjeros, a miembros de la Cámara de Representantes, a funcionarios del Gobierno, al público en general y a periodistas. Los asientos del público en general se asignan en parte a los invitados por un miembro de la Dieta y el resto está abierto a los visitantes por orden de llegada.
Los visitantes de la tribuna pública deben presentar sus entradas, pero los reporteros de los periódicos y servicios de noticias reciben un pase válido para toda la sesión de la Dieta. La tribuna pública debe seguir los estatutos internos ordenados por el presidente, y éste conserva la autoridad para ordenar a los guardias y a las fuerzas del orden que mantengan el orden en la tribuna pública.

### Comisiones
La sala de comisiones más grande de cada Cámara es la Sala de Comisiones número 1, muy conocida por sus retransmisiones en directo y donde se celebran la comisión de presupuestos, las principales comisiones especiales y los debates de los partidos políticos. En esta sala también se realizan las comparecencias de los testigos jurados y no jurados.